# Adinandra elliptica
Adinandra elliptica är en tvåhjärtbladig växtart som beskrevs av C. B.Robinson. Adinandra elliptica ingår i släktet Adinandra och familjen Pentaphylacaceae. Inga underarter finns listade i Catalogue of Life.